# Calileuctra
Calileuctra is een geslacht van steenvliegen uit de familie naaldsteenvliegen (Leuctridae). De wetenschappelijke naam van het geslacht is voor het eerst geldig gepubliceerd in 1995 door Shepard & Baumann.

## Soorten
Calileuctra omvat de volgende soorten:
- Calileuctra dobryi Shepard & Baumann, 1995
- Calileuctra ephemera Shepard & Baumann, 1995